# Ousmane N’Gom Camara
Ousmane N’Gom Camara (ur. 26 maja 1975 w Konakry) – gwinejski piłkarz grający na pozycji bocznego pomocnika.

## Kariera klubowa
Karierę piłkarską Camara rozpoczął w klubie AS Kaloum Star z Konakry. W 1992 roku zadebiutował w jego barwach w pierwszej lidze gwinejskiej. W 1993 i 1995 roku wywalczył wraz z AS Kaloum mistrzostwo Gwinei. W 1996 roku wyjechał do Europy i trafił do belgijskiego Excelsioru Mouscron. Wiosną tamtego roku awansował z Excelsiorem z drugiej do pierwszej ligi. W 1997 roku odszedł do drugoligowego KSV Waregem, a po roku gry w tym klubie przeszedł do KV Mechelen, w którym występował przez 4 lata w drugiej lidze i pierwszej lidze. Z kolei sezon 2003/2004 spędził grając w KSK Heusden-Zolder.
W 2004 roku Camara został zawodnikiem tureckiego Konyasporu. 8 sierpnia 2004 zadebiutował w pierwszej lidze turckiej w przegranym 1:3 wyjazdowym spotkaniu z Galatasaray SK. W Konyasporze grał przez jeden sezon, a następnie przeszedł do greckiego drugoligowca Ethnikosu Asteras. W zespole tym występował do lata 2007.
Od lata 2007 do 2008 roku Camara pozostawał bez przynależności klubowej, a następnie ponownie trafił do Belgii, do klubu K Londerzeel SK. W 2013 roku odszedł do gwinejskiego AS Kaloum Star, gdzie w 2015 roku zakończył karierę.
| Sezon   | Klub               | Kraj   | Rozgrywki            | Mecze | Bramki |
| ------- | ------------------ | ------ | -------------------- | ----- | ------ |
| 1992    | AS Kaloum Star     | Gwinea | Championnat National | ?     | ?      |
| 1993    | AS Kaloum Star     | Gwinea | Championnat National | ?     | ?      |
| 1994    | AS Kaloum Star     | Gwinea | Championnat National | ?     | ?      |
| 1995    | AS Kaloum Star     | Gwinea | Championnat National | ?     | ?      |
| 1995/96 | Excelsior Mouscron | Belgia | Tweede Klasse        | 18    | 2      |
| 1996/97 | Excelsior Mouscron | Belgia | Eerste Klasse        | 10    | 0      |
| 1997/98 | KSV Waregem        | Belgia | Tweede Klasse        | 27    | 0      |
| 1998/99 | KV Mechelen        | Belgia | Tweede Klasse        | 22    | 4      |
| 1999/00 | KV Mechelen        | Belgia | Eerste Klasse        | 20    | 0      |
| 2000/01 | KV Mechelen        | Belgia | Eerste Klasse        | 19    | 1      |
| 2001/02 | KV Mechelen        | Belgia | Tweede Klasse        | 26    | 0      |
| 2003/04 | KSK Heusden-Zolder | Belgia | Eerste Klasse        | 8     | 0      |
| 2004/05 | Konyaspor          | Turcja | Süper Lig            | 22    | 0      |
| 2005/06 | Ethnikos Asteras   | Grecja | Beta Ethniki         | ?     | ?      |
| 2006/07 | Ethnikos Asteras   | Grecja | Beta Ethniki         | ?     | ?      |

## Kariera reprezentacyjna
W reprezentacji Gwinei Camara zadebiutował w 1993 roku. W 1994 roku podczas Pucharu Narodów Afryki 1994 rozegrał 2 spotkania: z Ghaną (0:1) i z Senegalem (1:2). Z kolei w 1998 roku wystąpił w 3 meczach Pucharu Narodów Afryki 1998: z Algierią (1:0), z Kamerunem (2:2) i z Burkina Faso (0:1). W 2004 roku podczas Pucharu Narodów Afryki 2004 był podstawowym zawodnikiem, a jego dorobek na tym turnieju to 4 mecze: z Demokratyczną Republiką Konga (2:1), z Rwandą (1:1), z Tunezją (1:1) i ćwierćfinał z Mali (1:2).